# Deleni (gmina Hoceni)
Deleni – wieś w Rumunii, w okręgu Vaslui, w gminie Hoceni. W 2011 roku liczyła 526 mieszkańców.